# Сэнд, Шона
Шо́на Сэнд (англ. Shauna Sand; род. 2 сентября 1971, Сан-Диего, Калифорния, США) — американская актриса и фотомодель. Была Playmate мужского журнала «Playboy» в мае 1996 года.

## Личная жизнь
С 1996 по 2002 год Сэнд была замужем за актёром Лоренцо Ламасом. У бывших супругов есть три дочери: Александра Линн Ламас (род. 22 ноября 1997), Виктория Арлин Ламас (род. 24 апреля 1999) и Изабелла Лоренца Ламас (род. 2 февраля 2001).
С 2006 по 2008 год Сэнд была замужем за Ромейном Чавентом.
С 15 января по ноябрь 2011 года Сэнд была замуж за Лорентом Хомбургером. 
С 2015 по 2019 год Сэнд была замужем за профессиональным игроком в гольф Стиви Симпсоном. 24 июля 2015 года сын супругов, Мика, родился мёртвым на 32-й недели беременности.

## Избранная фильмография
| Год       |   | Русское название | Оригинальное название               | Роль                            |
| --------- | - | ---------------- | ----------------------------------- | ------------------------------- |
| 1995—1997 | с | Отступник        | Renegade                            | Лейк Брэдшоу/Эшли Бонд/брюнетка |
| 1997      | ф |                  | Black Dawn                          | Тампер                          |
| 1998      | в |                  | The Chosen One: Legend of the Raven | Эмма                            |
| 1998      | ф |                  | Back to Even                        | медсестра                       |
| 1998—1999 | с | Эйр Америка      | Air America                         | Доминика                        |
| 2001      | с |                  | Dark Realm                          | Мерседес                        |
| 2002      | в |                  | The Circuit 2: The Final Punch      | медсестра                       |
| 2003      | с | Зачарованные     | Charmed                             | Сиенна                          |
| 2003      | ф | Скала призраков  | Ghost Rock                          | женщина                         |
| 2004      | с | Лас-Вегас        | Las Vegas                           | стриптизёрша № 1                |
| 2004      | ф |                  | The Deviants                        | миссис Джонс                    |
| 2007      | в |                  | Succubus: Hell-Bent                 | женщина в джакуззи              |
| 2009      | с |                  | Leave It to Lamas                   | камео                           |
| 2012—2014 | с |                  | Hollywood Girls                     | Джени Джи                       |